# Cộng hòa Liên bang Trung Mỹ
Cộng hòa Liên bang Trung Mỹ (tiếng Tây Ban Nha: República Federal de Centroamérica), còn gọi là Liên hiệp tỉnh Trung Mỹ (Provincias Unidas del Centro de América) trong năm đầu tiên hình thành, là một quốc gia có chủ quyền tại Trung Mỹ, bao gồm các lãnh thổ nguyên thuộc Đô đốc lệnh Guatemala của Tân Tây Ban Nha. Quốc gia này tồn tại từ tháng 9 năm 1821 đến 1841, và là một nền cộng hòa dân chủ.
Biểu tượng trên quốc kỳ vào năm 1823–1824 ghi liên bang (trong tiếng Tây Ban Nha) là Provincias Unidas del Centro de América ("Liên hiệp tỉnh Trung Mỹ"); tuy nhiên, trong hiến pháp năm 1824 thì trên quốc huy và quốc kỳ ghi República Federal de Centroamérica / Centro América ("Cộng hòa Liên bang Trung Mỹ").
Cộng hòa bao gồm lãnh thổ các quốc gia Guatemala, El Salvador, Honduras, Nicaragua, và Costa Rica hiện nay. Trong thập niên 1830, có thêm tỉnh thứ sáu là Los Altos với thủ phủ tại Quetzaltenango – lãnh thổ của tỉnh này nay là vùng cao nguyên tây bộ Guatemala và bang Chiapas ở nam bộ México.
Liên bang tan rã do nội chiến từ năm 1838 đến năm 1840. Quá trình tan rã bắt đầu khi Nicaragua tách ra khỏi Liên bang vào ngày 5 tháng 11 năm 1838, tiếp theo sau đó là Honduras và Costa Rica (nguồn khác thì ghi Nicaragua ly khai ngày 30 tháng 4). Liên bang tan rã trên thực tế vào năm 1840, khi đó bốn trong năm tỉnh ban đầu đã tuyên bố độc lập. Tuy nhiên, Liên bang chỉ chính thức tan rã khi El Salvador tuyên bố là một cộng hòa độc lập vào tháng 2 năm 1841. Vì thời kỳ này hỗn loạn nên không có ngày tháng chính xác, song theo ghi chép thì vào ngày 31 tháng 5 năm 1838, Quốc hội đã họp để tuyên bố rằng các tỉnh có quyền tự do lập nên các cộng hòa độc lập của mình. Trên thực tế, điều này chỉ tạo ra căn cứ pháp lý cho tiến trình tan rã đã bắt đầu từ trước.

## Lịch sử

### Độc lập 1821–1822
Từ thế kỷ 16 đến 1821, Trung Mỹ, ngoài Panama, đã hình thành nên Phó vương Guatemala trong Đế quốc Tây Ban Nha. Năm 1821, Đại hội tại Trung Mỹ Người Criollo tại Thành phố Guatemala đã soạn thảo Đạo luật Độc lập Trung Mỹ tuyên bố độc lập của khu vực từ Tây Ban Nha, có hiệu lực vào ngày 15 tháng 9 năm đó. Quá trình này không có máu và không có sự kháng cự của chính quyền Tây Ban Nha với tư cách là Chuẩn tướng Gabino Gaínza, cùng với tất cả các thống đốc hoàng gia của năm tỉnh. Ngày đó vẫn được đánh dấu là ngày độc lập bởi hầu hết các quốc gia Trung Mỹ.

### Sáp nhập vào Đế quốc México, 1822–1823
Độc lập tỏ ra ngắn ngủi, khi luật pháp và trật tự địa phương bị phá vỡ. Do sự cạnh tranh trong khu vực, nhiều địa phương từ chối chấp nhận các cường quốc liên bang mới được thành lập ở Guatemala - San Salvador, Comayagua, León và Cartago đang trong cuộc nổi dậy mở. Tình trạng hỗn loạn tiếp theo đã thúc đẩy tầng lớp giàu có và bảo thủ sở hữu đất đai để ủng hộ liên bang với México. Vào ngày 25 tháng 1 năm 1822, tư vấn Junta ở Thành phố Guatemala đã bỏ phiếu để sáp nhập. Một vài tuần sau đó, tướng Vicente Filísola, sứ giả của Hoàng đế Agustín de Iturbide của Đệ nhất Đế quốc México, đã đến Guatemala làm người cai trị mới.
Việc sáp nhập gây tranh cãi, với một số người nhìn thấy hiến pháp México với việc bãi bỏ chế độ nô lệ và thành lập thương mại tự do như một sự cải thiện về hiện trạng. Những người tự do ở Trung Mỹ ở San Salvador phản đối việc này và từ chối chấp nhận quyền hạn của Filísola. Quân đội đã được ra lệnh để dập tắt bất đồng. Trong trường hợp của Costa Rica, đất nước quyết định tham gia Đế quốc México như một phần của các nghị quyết sau khi kết thúc Trận Ochomogo (ngày 5 tháng 4 năm 1823), được xem là cuộc nội chiến đầu tiên củ Costa Rica. Sau khi Iturbide thoái vị (ngày 19 tháng 3 năm 1823), México trở thành một nước cộng hòa (chính thức tuyên bố ngày 1 tháng 11 năm 1823) và đưa ra các tỉnh Trung Mỹ bị sáp nhập trước đây để xác định vận mệnh của mình. Filísola đã chuyển quyền lực của mình sang Hội đồng Lập hiến Quốc gia được thành lập nhanh chóng, bao gồm các đại diện từ mỗi tỉnh trong số năm tỉnh thành. Vào ngày 1 tháng 7 năm 1823, Quốc hội Trung Mỹ tuyên bố độc lập tuyệt đối từ Tây Ban Nha, México, và bất kỳ quốc gia nước ngoài nào khác, và thiết lập một hệ thống cộng hòa của chính phủ.

### Sự tái lập của Cộng hòa Liên bang 1823–1840
Hội đồng tự do thống trị đã bầu Manuel José Arce làm tổng thống nhưng ông nhanh chóng quay lưng lại với phe riêng của mình và giải tán Hội đồng. San Salvador tăng trong cuộc nổi dậy chống lại chính quyền liên bang. Honduras và Nicaragua tham gia cuộc nổi dậy và Arce bị lật đổ vào năm 1829. Những người chiến thắng là Francisco Morazán, ông dẫn đầu nắm quyền và Morazán được tuyên bố là tổng thống năm 1830. Để xoa dịu những người ủng hộ tự do, thủ đô được chuyển từ Thành phố Guatemala đến San Salvador năm 1831 nhưng Morazán giữ quyền lực đang suy yếu khi những người bảo thủ giành lại quyền kiểm soát ở các tỉnh.
Hội đồng năm 1838 đã hoãn lại với tuyên bố rằng các tỉnh được tự do cai trị mình khi Cộng hòa Liên bang giải thể. Năm 1839 Morazán bị lưu đày như những phiến quân từ Guatemala, Honduras và Nicaragua vào San Salvador, trục xuất các tổ chức cai quản tổ chức khu vực với nhau.

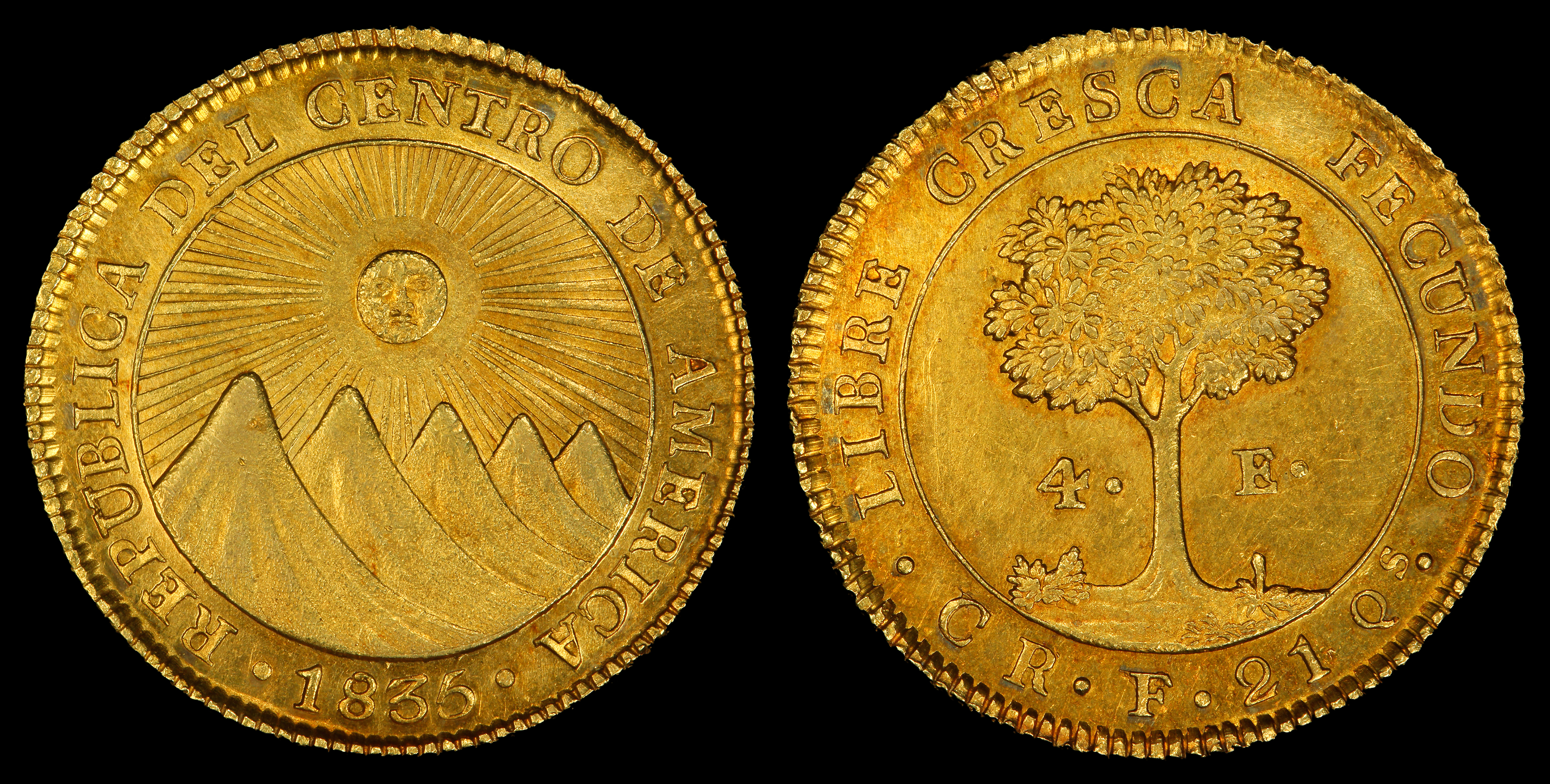
Cộng hòa Liên bang Trung Mỹ, 4 thực (1835). Bị mắc kẹt ở San José, Costa Rica bạc hà (697 đã được đúc).

### Giải thể liên bang
Trong thực tế, liên đoàn phải đối mặt với những vấn đề không thể vượt qua, và liên bang trượt vào cuộc nội chiến giữa 1838 và 1840. Sự tan rã của nó bắt đầu khi Nicaragua tách ra khỏi liên bang trên ngày 05 tháng 11 năm 1838, tiếp theo là Honduras và Costa Rica (Một số nguồn khác chỉ ra rằng thời điểm ly khai của Nicaragua là ngày 30 tháng 4). Do tính chất hỗn loạn của thời kỳ này, một ngày chính thức phá hủy không tồn tại, nhưng vào ngày 31 tháng 5 năm 1838, Đại hội đã họp để tuyên bố rằng các tỉnh được tự do tạo ra các nước cộng hòa độc lập của riêng họ. Trong thực tế, điều này chỉ thừa nhận một cách hợp pháp quá trình tan rã đã bắt đầu. Liên bang này kết thúc hiệu quả vào năm 1840, lúc đó bốn trong số năm tiểu bang của nó đã tuyên bố độc lập. Sự kết thúc chính thức chỉ xảy ra khi El Salvador tự tuyên bố thành lập một nước cộng hòa độc lập vào tháng 2 năm 1841.

## Tên và biểu tượng
Ngày nay, tất cả năm lá cờ của các quốc gia kế nhiệm vẫn giữ nguyên mô hình liên bang cũ của hai dải màu xanh bên ngoài bao quanh một sọc trắng bên trong (Costa Rica đã sửa đổi cờ của nó một cách đáng kể vào năm 1848, làm tối màu xanh và thêm một dải màu đỏ bên trong đôi). Tiểu bang thứ sáu ngắn ngủi của Los Altos đã bị México sáp nhập với tên là bang Chiapas.
|  |

|           |             |          |           |            |           |
| Guatemala | El Salvador | Honduras | Nicaragua | Costa Rica | Los Altos |

|           |             |          |           |            |         |
| Guatemala | El Salvador | Honduras | Nicaragua | Costa Rica | Chiapas |

## Các Liên hiệp liên bang của Trung Mỹ sau đó
- Liên minh đầu tiên là vào năm 1842 bởi cựu tổng thống Francisco Morazán, người đã tham gia vào một cuộc đấu tranh giành quyền kiểm soát Costa Rica. Sau khi nắm quyền kiểm soát thủ đô, Morazán tuyên bố ông sẽ tạo ra một đội quân lớn để tái lập Cộng hòa Liên bang thành Liên bang Trung Mỹ và dự định bao gồm El Salvador, Guatemala, Honduras và Nicaragua, nhưng cảm giác nổi tiếng đã nhanh chóng chống lại ông và một cuộc nổi loạn đột ngột khiến ông bị bắt và hành quyết bằng cách bắn đội hình vào ngày 15 tháng 9 năm đó.
- Liên minh thứ hai được thực hiện vào tháng 10 năm 1852 khi El Salvador, Honduras và Nicaragua tạo ra một Liên bang Trung Mỹ (Federación de Centro América). Liên bang kéo dài chưa đầy một tháng.
- 1856–1857, khu vực này đã thiết lập thành công một liên minh quân sự để đẩy lùi cuộc xâm lược của phóng viên tự do Hoa Kỳ William Walker.
- Tổng thống Guatemala, Justo Rufino Barrios đã cố gắng tái hợp quốc gia bằng vũ khí vào những năm 1880 nhưng ông qua đời trong trận chiến gần thị trấn Chalchuapa, El Salvador.
- Liên minh thứ ba của Honduras, Nicaragua và El Salvador là Đại Cộng hòa Trung Mỹ (República Mayor de Centroamérica) kéo dài từ 1896 đến 1898.
- Liên minh mới nhất xảy ra giữa tháng 6 năm 1921 và tháng 1 năm 1922 khi El Salvador, Guatemala, Honduras và Costa Rica thành lập Liên bang Trung Mỹ (thứ hai). Hiệp ước thành lập liên bang này đã được ký kết tại San José, Costa Rica, vào ngày 19 tháng 1 năm 1921. Hiệp ước quy định việc tạo ra một trạng thái của bốn quốc gia trong tương lai, theo một hiến pháp. Liên bang thứ hai này gần như đã trở nên khờ dại ngay từ đầu, chỉ có một Hội đồng Liên bang Lâm thời được tạo thành từ các đại biểu từ mỗi tiểu bang.